# 奥西娜奇·奥哈莱
奥西娜奇·玛尔维丝·奥哈莱（英語：Osinachi Marvis Ohale；1991年12月21日—），尼日利亚女子职业足球运动员，司职中后卫，目前效力于帕丘卡足球俱乐部和尼日利亚国家女子足球队。她曾代表尼日利亚参加2024年夏季奥林匹克运动会女子足球比赛。